# Asszinti orogén fázis
Az asszinti orogén fázis (assynti, vagy cadomi orogén) az asszinti orogén ciklus második, fiatalabb szakasza. 650–550 millió évvel ezelőtt zajlott le, a proterozoikum végén, a neoproterozoikum ediakara időszakában. Ebben az időszakban Skóciától Közép-Európáig húzódott egy geoszinklinális tenger, a Frank–Podóliai-tenger. Legfontosabb maradványai a Massif Central (Francia-középhegység), a Vogézek, Schwarzwald, a Podóliai-hátság és az Azovi-síkság területén találhatók. A cadomian (cadomi) név a normandiai Caen 1021–1025 között használatos nevéből származik, az asszinti elnevezés a német nevezéktan része.

## Az orogenezis
A hegységképződés a Frank–Podóliai-tenger aljzatának szubdukciója miatt következett be, ami az Armorika-őskontinens alá tolódott be. A kontinentális talapzaton (self) folyt az üledékek keletkezése, a kontinentális lemezen szinorogén vulkanizmus zajlott riolitos kiömlési és gránitos mélységi magmás kőzetek kíséretében. Sok helyen migmatitosodás, azaz a korábbi üledékek visszaolvadása tapasztalható.

## Kőzetei, ásványai
Jellegzetes képződményei a kriogén eredetű tillites rétegekre települnek. Skóciában torridon homokkő, Norvégiában durva szemű, törmelékes arkóza. A Vogézek, Alpok és Kárpátok vonulataiban több kristályos (metamorfizálódott) sorozat ismert. Magyarországon a Soproni-hegység gneiszének, csillámpaláinak és fillitjeinek eredeti kőzetei valószínűleg ekkor képződtek. Emellett migmatitok és mikrogránitok találhatók a Mecsek déli előterében.
A korábbi prekambriumi algás eredetű kőszenes összletek a Ladoga-tó környékén vulkanikus hő hatására grafitos kőszénné alakult (sungit). Dél-Amerikában itakolumit nevű homokkő képződött, amelynek összefogazódott szemcséi miatt a kőzet kis mértékben hajlítható. Ugyanitt jelentős itabirit-lelőhelyek is kialakultak, amelyek oolitos vasércek, többnyire vasszilikátokká alakulva.